# 어멍
《"어멍"》은 2019년에 개봉한 대한민국의 영화이다.

## 캐스팅
- 문희경 : 숙지 역
- 연준 : 율 역
- 김은주 : 양애란 역
- 염정훈
- 김민경
- 이진성
- 이지호
- 변영란
- 변종수
- 조선문
- 김정아